# 帕沃·耶尔维
帕沃·耶尔维（1962年12月30日—），爱沙尼亚裔指挥家。

## 生平

### 早年
帕沃·耶尔维出生于爱沙尼亚首都塔林。他早年学习打击乐和指挥，1980年随家庭迁至美国后，耶尔维向里奧尼德·葛林學習指揮，就读于柯蒂斯音樂學院時期則從马克斯·鲁道夫學習，在洛杉矶爱乐学院他則師承於伦纳德·伯恩斯坦。

### 職業生涯
帕沃·耶尔维的指挥生涯开始于1994年，94–97年間，他是馬爾摩交響樂團的首席指揮，此外亦任職於斯德哥尔摩皇家爱乐乐团（首席指挥，1995－98年）、辛辛那提交响乐团（音樂總監，2001－11年）、愛沙尼亞國家交響樂團（藝術顧問，2004年迄今）、法兰克福广播交响乐团（首席指揮，2006－14年）和巴黎管弦乐团（音樂總監，2010－16年）、日本廣播協會交響樂團首席指挥（2015年迄今）、苏黎世音乐厅管弦乐团首席指挥（2019年迄今）等。
2004年迄今，耶尔维担任不来梅德意志室内爱乐乐团艺术总监。此外，派爾努音樂節以及愛沙尼亞節慶樂團亦是由他所創辦、指導至今。這些項目讓傑出的愛沙尼亞演奏家們與歐洲以至世界各地的一線獨奏家有機會合作演出。

## 作品

### 商業錄音
耶尔维在辛辛那提任職時期，與樂團合作錄製了不少錄音，由Telarc所發行。此外，他在重要唱片品牌如RCA、DG、Pentatone、ECM、BIS和Virgin都有作品。

### 影視
- 大衛·當納利（英语：David Donnelly）紀錄片作品《大師》（Maestro），出演

## 獲獎與榮譽
- 法國藝術與文學勳章得主，2012年
- 西貝流士獎章（英语：Sibelius Medal）得主，2015年
- 年度人物，《留聲機》（Gramophone）雜誌，2016年[7]
- 年度人物，《音叉》（Diapason）雜誌，2016年[7]
- 葛萊美獎最佳合唱演出獎，2003年[d][8]

## 個人生活
耶尔维是美國公民。

### 家庭
帕沃·耶尔维是爱沙尼亚指挥家尼梅·耶尔维的长子，妹妹玛丽卡與弟弟克里斯蒂安亦從事音樂（長笛、指揮）。
耶尔维曾有一段婚姻，育有二女。

### 參照
1. 1 2  Gelfand, Janelle. . The Cincinnati Enquirer. 2000-01-25  [2018-04-22]. （原始内容存档于2022-05-05）.
2. ↑   (新闻稿). Hessischer Rundfunk. 2013-03-04  [2013-03-05]. （原始内容存档于2013-04-12）.
3. ↑  Matthew Westphal. . Playbill Arts. 2007-05-31  [2007-05-31]. （原始内容存档于2016-03-04）.
4. ↑  .   [2017-04-26]. （原始内容存档于2021-01-16） （英语）.
5. ↑  .   [2017-04-26]. （原始内容存档于2017-04-27） （英语）.
6. ↑   (新闻稿). Tonhalle-Orchester Zürich. 2017-05-30  [2019-10-03]. （原始内容存档于2020-03-04） （德语）.
7. 1 2  Loomis, George. . The New York Times. 2014-08-28  [2014-08-30]. （原始内容存档于2019-07-25）.
8. ↑  .   [2020-08-05]. （原始内容存档于2020-05-15）.
9. ↑  Arenstein, Anne. . City Beat. 2011-10-11  [2012-07-05]. （原始内容存档于2017-09-13）.

## 外部連結
- 帕沃·耶尔维在Allmusic上的頁面
- 帕沃·耶尔维的Discogs页面（英文）
- 耶尔维的個人網站 （页面存档备份，存于）
- 派爾努音樂節 （页面存档备份，存于）
- 愛沙尼亞節慶樂團 （页面存档备份，存于）